# 道の駅鷹ら島
道の駅鷹ら島（みちのえき たからじま）は、長崎県松浦市鷹島にある長崎県道・佐賀県道109号鷹島肥前線の道の駅である。

## 施設
- 駐車場
  - 普通車：38台
  - 大型車：4台
  - 身障者用：3台
- トイレ （いずれも24時間利用可能）
  - 男：大 3器、小 5器
  - 女：6器
  - 身障者用：1器
- 公衆電話
- 緑地休憩広場
- レストラン
- 情報コーナー
- 模型船（大河ドラマ北条時宗で使用された）

『アジフライの聖地』のモニュメント

- 松浦市の『アジフライの聖地』宣言を記念する阿翁石のモニュメントがある[1]

## 休館日
- 無休

## アクセス
- 長崎県道・佐賀県道109号鷹島肥前線 - 登録路線

## 周辺
- 鷹島肥前大橋
- 鷹島モンゴル村
- 松浦市立鷹島歴史民俗資料館